# I cadetti di Smolenko (film 1931)
I cadetti di Smolenko (Kadetten) è un film del 1931 diretto da George Jacoby.

## Trama
Figlio di un generale, il giovane Rudolf è costretto a seguire le tradizioni familiari e diventa un cadetto dell'accademia militare prussiana. Lui, però, di animo romantico, è innamorato della giovane matrigna, Helene, a cui si ispira per comporre la sua musica. Sospettato di omicidio, Rudolf finirà sul banco degli imputati.

## Produzione
Il film fu prodotto dalla Efzet Film e dalla Reichsliga-Film.

## Distribuzione
In Germania, il film venne presentato a Berlino al Titania-Palast il 21 dicembre 1931. Negli Stati Uniti, venne distribuito dalla Protex Film Exchange.